# Ulam-Folge
Als (u,v)-Ulam-Folge wird eine von dem polnischen Mathematiker Stanisław Marcin Ulam definierte Zahlenfolge bezeichnet. Dabei sind u und v natürliche Zahlen. Die Folge ist definiert durch:
{\displaystyle a_{1}=u\,}
{\displaystyle a_{2}=v\,}
{\displaystyle a_{n}\,} ist die kleinste natürliche Zahl, die größer als {\displaystyle a_{n-1}} ist und sich eindeutig als Summe zweier Zahlen aus {\displaystyle \lbrace a_{1},a_{2},\ldots ,a_{n-1}\rbrace } darstellen lässt.
Beispiel: Die (1,2)-Ulam-Folge hat die Glieder 
{\displaystyle a_{1}=1,\ a_{2}=2,\ a_{3}=3=1+2,\ a_{4}=4=1+3}. 
5 gehört nicht zur Folge, da 5 = 2+3 = 4+1 sich nicht eindeutig darstellen lässt. Die weiteren Folgeglieder sind 
{\displaystyle 6,8,11,13,16,18,26,28,36,38,47,48,53,57,62,69,72,77,82,87,97,99,102,106,114\ldots }.
Die Glieder einer Ulam-Folge werden auch als (u,v)-Ulam-Zahlen bezeichnet.

## Realisierung der (1,2)-Ulam-Folge in C++
```
#include
 
<iostream>

#define N 100		    	
// beliebige Obergrenze der Folge

using
 
namespace
 
std
;

int
 
main
(){

	
int
 
ulam
[
N
]
=
{};
		
// Ulamfolge als Array

	
ulam
[
0
]
 
=
 
1
;
			
// Deklaration des 1.

	
ulam
[
1
]
 
=
 
2
;
			
// und 2. Elements

	

	
for
(
int
 
i
=
2
;
 
i
<
 
N
;
 
i
++
){

		
int
 
x
 
=
 
ulam
[
i
-1
];
	
// potentiell nächsthöherer Listeneintrag 

		
int
 
c
;
		       	
// Zähler der möglichen Kombinationen

		

		
do
 
{

			
c
 
=
 
0
;

			
x
++
;
		

				        	
// Durchexerzieren aller möglichen

				        	
// Kombinationen bisherigen Listenelemente

			
for
(
int
 
k
=
0
;
 
k
<
i
;
 
k
++
){

				
for
(
int
 
n
=
0
;
 
n
<
k
;
 
n
++
){

					

				        	
// Zähler Inkrementation bei Gültiger Kombination:

					
if
(
ulam
[
n
]
 
+
 
ulam
[
k
]
 
==
 
x
){

						
c
++
;

					
}

					

				
}

			
}

		
}
 
while
(
c
!=
1
);
		
// Abbruchbedingung für den Fall einer einzigen(!)

				        	
// möglichen Kombination

		

		
ulam
[
i
]
 
=
 
x
;
		
// Zuweisen des Wertes mit gültiger kombination

		
cout
 
<<
 
x
 
<<
 
endl
;
	
// Ausgabe

		

	
}

	
return
 
0
;

}

```

Auf diese Art lässt sich jede beliebige Ulam-Folge (u,v) realisieren, indem man im Code 
```
ulam
[
0
]
 
=
 
u
;

ulam
[
1
]
 
=
 
v
;

```

einsetzt.